# داستين ليمان
داستين ليمان (بالإنجليزية: Dustin Lyman)‏ هو لاعب كرة قدم أمريكية أمريكي، ولد في 5 أغسطس 1976 في بولدر في الولايات المتحدة.

## وصلات خارجية
- داستين ليمان على موقع مرجع كرة القدم المحترفة.كوم (الإنجليزية)